# Abbaye de Denny
Denny Abbey est une ancienne abbaye près de Waterbeach, à environ 6 milles au nord de Cambridge dans le Cambridgeshire, en Angleterre. C'est maintenant le Farmland Museum et Denny Abbey.
Le monastère est occupé successivement par trois ordres religieux différents. Le site est un monument classé. Les bâtiments de l'église et du réfectoire subsistent et sont des bâtiments classés Grade I. Sur le site se trouve également une grange construite au XVIIe siècle en pierre provenant de l'abbaye.
Le site, sur une ancienne route entre Cambridge et Ely, est colonisé par des agriculteurs dès la période romaine. Le Domesday Book indique qu'il appartient à Edith la Belle (également connue sous le nom de Swanneck), l'épouse du roi Harold, en 1066. Il appartient ensuite au seigneur breton Alan, 1er comte de Richmond.

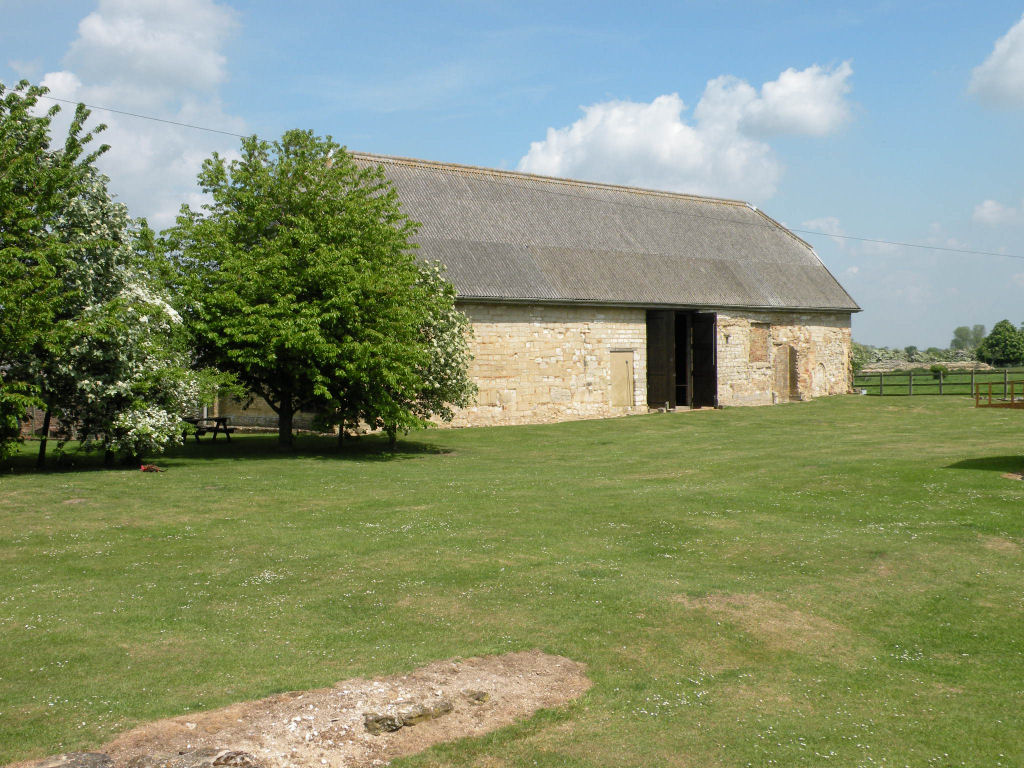
Grange du XVIIe siècle construite en pierre récupérée de Denny Abbey

Le nom de lieu « Denny » est attesté pour la première fois dans les archives des Templiers de 1176, où il apparaît sous les noms Daneya et Deneia. On pense que le nom signifie « l'île des Danois ».

## Monastère bénédictin
Un groupe de moines bénédictins, dépendant de l'abbaye d'Ely, s'y installe depuis leur monastère inondé d'Elmeney (une colonie disparue à environ un mile au nord-est) dans les années 1150, à la suggestion de Conan IV, duc de Bretagne. Ils construisent une église et un monastère, appelés Denny Priory, qui ouvrent leurs portes en 1159. La croisée et les transepts sont les seules parties de l'abbaye d'origine qui subsistent aujourd'hui. En 1169, les moines retournent à Ely et le site est transféré aux Templiers.

## Commanderie des Templiers
Les Templiers construisent un certain nombre d'ajouts, dont une grande porte cintrée de style normand et un réfectoire. Denny devient un hôpital pour les membres malades de l'Ordre au milieu du XIIIe siècle. À la fin de ce siècle, les Chevaliers ont perdu leur pouvoir et, en 1308, le roi Édouard II fait arrêter et emprisonner tous les membres de l'Ordre pour prétendue hérésie, confisquant leurs biens. Denny est ensuite confié aux Chevaliers Hospitaliers, qui ne s'intéressent pas à la propriété. En 1324, il est reprise par la Couronne.

## Maison des Clarisses

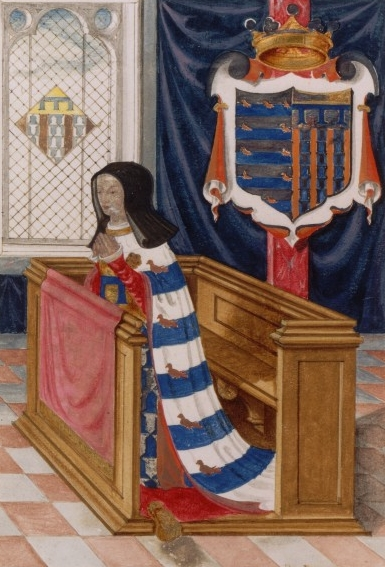
Marie de Châtillon en prière. Son manteau porte ses armoiries. (Bibliothèque nationale de France)

En 1327, le roi Édouard III donne le Prieuré à une jeune veuve, Marie de Châtillon, comtesse de Pembroke (1303-1377), connue pour sa fondation du Pembroke College de Cambridge. La comtesse Marie transforme ce qui est l'église abbatiale en son logement. Elle fait construire une nouvelle église et confie le reste du prieuré aux Clarisses franciscaines. Cette communauté de religieuses quitte son abbaye de Waterbeach, sujette aux inondations. Le prieuré est agrandi à cette époque, avec des logements confortables pour la comtesse, qui n'entre jamais chez les Clarisses, et des logements spartiates pour les religieuses. Le prieuré commence à s'appeler Denny Abbey durant cette période, malgré le fait que le terme « abbaye » n'est jamais utilisé par les religieuses de cet Ordre.
La comtesse de Pembroke est décédée en 1377 et est enterrée devant le maître-autel de l'église des religieuses de Denny Abbey, mais l'emplacement précis de sa tombe est aujourd'hui perdu.

## Usage séculier

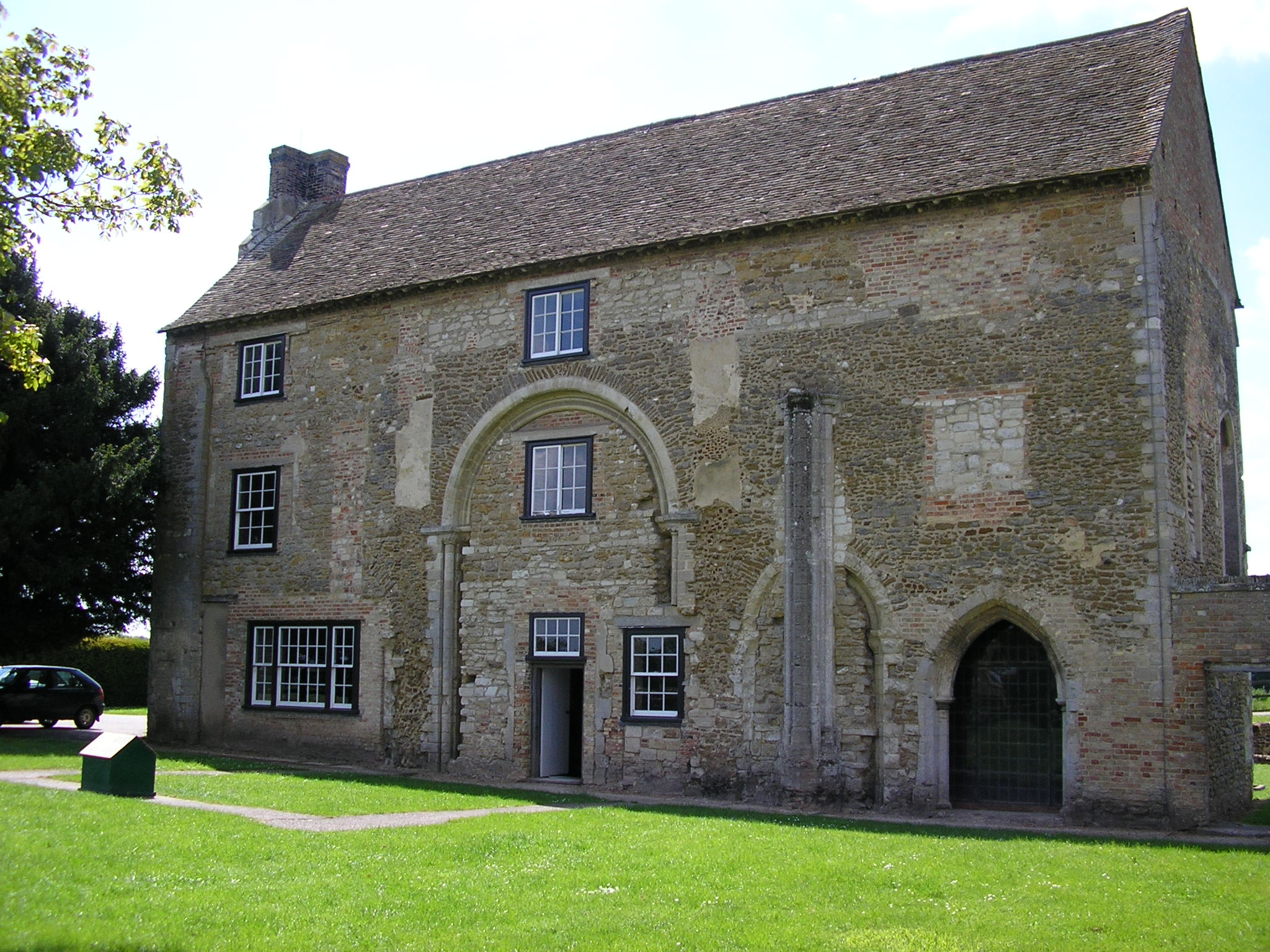
Ferme transformée à partir de l'église abbatiale, montrant au centre l'arc du passage bénédictin. Le pilier en pierre situé dans le mur de droite est une relique de l'église des religieuses plus tardive.

L'abbaye est fermée en 1536, lors de la Dissolution des monastères, et est à nouveau reprise par la Couronne. La dernière des religieuses part au bout de deux ans. La loge de l'abbesse, construite à l'origine pour la comtesse, est conservée comme ferme, et le réfectoire comme grange, mais la nef est démolie. En 1628, l'abbaye devient une propriété privée. En 1663, le domaine de l'abbaye est modestement évalué à 58,4 shillings 4d, comme indiqué dans le testament d'un Richard Kettle. En 1686, Joseph Kettle de Denny Abbey, dont le lien avec Richard Kettle n'est pas clair, a multiplié par plus de vingt la valeur, à 1 223,15 £ s.0d. C'est donc peut-être Joseph qui est responsable des modifications substantielles apportées aux bâtiments agricoles à la fin du XVIIe siècle.
L'avocat John George Witt est né à Denny Abbey en 1836. Le Pembroke College de Cambridge, également fondé par la comtesse de Pembroke en 1347, achète le site en 1928.
L'abbaye, le réfectoire des religieuses et les terres environnantes  restent une ferme jusqu'à ce qu'ils soient loués en 1947 au ministère des Travaux publics, qui les transfèrent à English Heritage. L'abbaye, partiellement restaurée dans les années 1960, est ouverte au public aux côtés du Farmland Museum, qui gère l'abbaye pour le compte de l'English Heritage.

### Sources
- Mary C Erler, Women, Reading and Piety in Late Medieval England, Cambridge University Press, 2002, 111–112 p.
- A History of the County of Cambridge and the Isle of Ely, vol. 2, London, Oxford University Press for the University of London Institute of Historical Research, coll. « Victoria County History », 1948
- Richard Wood, Denny Abbey and The Farmland Museum, English Heritage, 2003 (ISBN 1-85074-849-7)
- Liber Eliensis, 1133–1169, « Charter 141 » (a translation into English,  (ISBN 1-84383-015-9))